# 4440 Чанчес
4440 Чанчес (4440 Tchantchès) — астероїд головного поясу, відкритий 23 грудня 1984 року.
Тіссеранів параметр щодо Юпітера — 3,837.
Названо на честь впертого й хороброго героя валлонського фольклору. Чанчес також одна з постатей народного лялькового театру маріонеток.